# Coptomia castanoptera
Coptomia castanoptera är en skalbaggsart som beskrevs av Leon Fairmaire 1904. Coptomia castanoptera ingår i släktet Coptomia och familjen Cetoniidae. Inga underarter finns listade i Catalogue of Life.